# Aedes gandarai
Aedes gandarai är en tvåvingeart som beskrevs av Ramos, Capela och Ribeiro 1995. Aedes gandarai ingår i släktet Aedes och familjen stickmyggor.
Artens utbredningsområde är São Tomé. Inga underarter finns listade i Catalogue of Life.